# Валганцикловір
Валганциклові́р — синтетичний противірусний препарат з групи нуклеозидних аналогів для перорального застосування. Валганцикловір розроблений швейцарською компанією «Hoffmann-La Roche», яка випускає його під торговельною назвою «Вальцит».

## Фармакологічні властивості
Валганцикловір — синтетичний противірусний препарат з групи нуклеозидних аналогів, що є L-валіновим етером ганцикловіру. Механізм дії препарату полягає в утворенні активного метаболіту — ганцикловіру трифосфату, що інгібує фермент вірусів — ДНК-полімеразу — і гальмує синтез вірусної ДНК. До препарату чутливими є більшість герпесвірусів людини - вірус простого герпесу, цитомегаловіруси, вірус вітряної віспи, вірус Епштейна — Барр; вірус гепатиту B.

### Фармакокінетика
Валганцикловір швидко всмоктується, після першого проходження через печінку перетворюється на валін та ганцикловір. Біодоступність препарату (по ганцикловіру) складає 60 %, при вживанні препарату з їжею біодоступність валганцикловіру збільшується. Препарат погано зв'язується з білками крові. Препарат проникає через гематоенцефалічний бар'єр. Препарат проникає через плацентарний бар'єр та виділяється через грудне молоко. Валганцикловір метаболізується в організмі лише до валіну та ганцикловіру. Виводиться препарат з організму нирками у незміненому вигляді (у вигляді незміненого ганцикловіру). Період напіввиведення препарату становить 3—7 годин, період напіввиведення з клітин становить 18 годин. При нирковій недостатності період напіввиведення препарату може збільшуватись.

## Показання до застосування
Валганцикловір застосовують при цитомегаловірусному ретиніті у хворих на СНІД та для профілактики цитомегаловірусної інфекції у хворих після трансплантації органів.

## Побічна дія
При застосуванні валганцикловіру можливі наступні побічні ефекти:
- З боку шкірних покривів — найчастіше (більше 5 % випадків застосування) свербіж шкіри, алергічний дерматит, гіпергідроз, акне; у менш ніж 5 % випадків спостерігали висипання на шкірі, кропив'янка, синдром Стівенса-Джонсона, синдром Лаєлла, целюліт, фотодерматоз, фурункульоз, алопеція, герпетичні висипання на шкірі.
- З боку дихальної системи — із частотою більше 5 % відбувалися задишка, кашель, носові кровотечі, пневмоцистна пневмонія, астматичний бронхіт, риніт, ексудативний плеврит, ангіна, синусити.
- З боку травної системи — найчастіше діарея (35 % випадків при лікуванні ЦМВ-ретиніту), нудота (23 % випадків при лікуванні ЦМВ-ретиніту), у більш ніж 5 % випадків спостерігали блювання, зниження апетиту, біль у животі, метеоризм, кандидоз стравоходу, порушення смаку, гепатит; у менш ніж 5 % випадків спостерігають жовтяницю, панкреатит, стоматит, виразковий стоматит, глосит, езофагіт, асцит, збільшення живота, шлунково-кишкові кровотечі, блювання з кров'ю, печінкова недостатність.
- З боку нервової системи — із частотою більше 5 % випадків застосування — головний біль, безсоння, підвищена втомлюваність, парестезії, запаморочення, периферична нейропатія, депресія, тремор, нечіткість зору, відшарування сітківки; менш ніж у 5 % випадків — гіпостезія, крововиливи в сітківці, кома, втрати свідомості, судоми, атаксія, погіршення пам'яті, амнезія, суїцидальні думки, психози, галюцинації, зниження лібідо, сонливість, енцефалопатія, ішемія головного мозку, глаукома, ретиніт, помутніння або деструкція скловидного тіла, шум у вухах, погіршення слуху, нетримання калу, мігрень.
- З боку опорно-рухового апарату — у більш ніж у 5 % випадків міалгії, міопатії, артралгії, оссалгії, біль у спині, судоми м'язів.
- З боку сечовидільної системи — у більш ніж 5 % випадків — гостра та хронічна ниркова недостатність, дизурія, інфекції сечостатевої системи; у менш ніж 5 % випадків — поллакіурія, гематурія, нетримання сечі, тубулярний ацидоз.
- З боку серцево-судинної системи — у більш ніж 5 % випадків застосування — артеріальна гіпо- та гіпертензія; у менш ніж 5 % випадків — інфаркт міокарду, ішемічна хвороба серця, дилятація периферичних судин, тахікардія, аритмія, втрати свідомості, флебіти та тромбофлебіти.
- Інші побічні ефекти — найчастіше (у 18 % випадків при лікуванні ЦМВ-ретиніту) гарячка; у більш ніж 5 % випадків застосування — кахексія, набряки, сепсис, дегідратація; у післяопераційних хворих — погане гоєння рани, інфекційні ускладнення, біль у рані, посилення дренажу рани; у менш ніж 5 % випадків — анафілактичний шок, цукровий діабет, імпотенція, спленомегалія, біль у молочних залозах, чоловіче безпліддя, кандидоз та мікобактеріози, лімфаденопатія.
- Зміни в лабораторних аналізах — у більш ніж 5 % застосування препарату — анемія (у 12 % випадків при застосуванні при ЦМВ-ретиніті спостерігають зниження гемоглобіну до 80 г/л), нейтропенія (у 10 % випадків при застосуванні при ЦМВ-ретиніті спостерігають тяжку нейтропенію), гіперглікемія, гіпокальціємія, гіпонатріємія, гіпокаліємія, гіпофосфатемія, підвищення рівня креатиніну в крові, зниження кліренсу креатиніну; із частотою менш ніж 5 % — підвищення активності амінотрансфераз і лужної фосфатази в крові, підвищення рівня білірубіну в крові, апластична анемія, гемолітична анемія, нейтрофільоз, еозинофілія, тромбоцитопенія, панцитопенія, гіпоглікемія, протеїнурія.

## Протипоказання
Валганцикловір протипоказаний при підвищеній чутливості до препарату та ацикловіру і його похідних, при вираженій тромбоцитопенії та нейтропенії, тяжкій анемії (Hb<80 г/л) при вагітності, тяжкій нирковій недостатності, годуванні грудьми. Препарат не застосовують у дітей молодших 12 років.

## Форми випуску
Валганцикловір випускається у вигляді таблеток по 0,45 г.